# 卡西维拉努斯

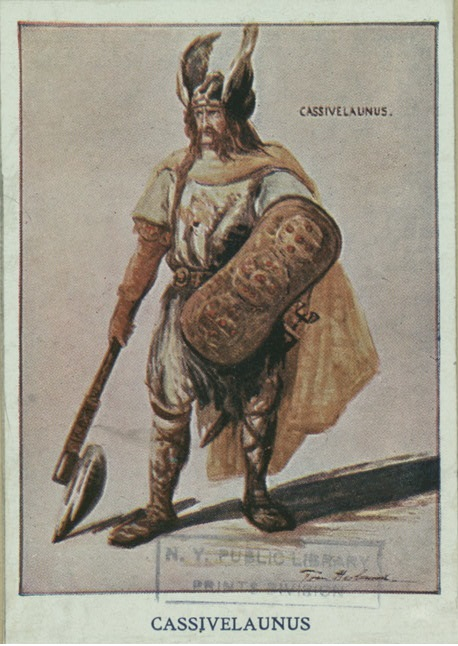
卡西维拉努斯

卡西维拉努斯（英语：Cassivellaunus）是在公元前54年带领守军抵御凯撒入侵的不列吞凯尔特人酋长。他领导了反对罗马势力的部落联盟，但最后他遭那些被凯撒打败的部落出卖而投降。